# Petr Kolečko
Petr Kolečko (* 28. března 1984 Broumov) je český dramatik a divadelní, televizní, filmový a rozhlasový scenárista.

## Život
Po maturitě na Gymnáziu Jaroslava Seiferta vystudoval scenáristiku a dramaturgii na DAMU.
Je autorem divadelních her, umělecky působil na několika českých divadelních scénách, v letech 2010–2012 byl dramaturgem Městského divadla v Kladně, od roku 2008 také uměleckým šéfem A studia Rubín v Praze.
V televizi debutoval v roce 2010 jako spoluscenárista několika epizod divácky úspěšného seriálu Okresní přebor. Podílel se na scénářích pro televizní seriály Vinaři, Čtvrtá hvězda, Trpaslík a na satirickém seriálu z českého fotbalového prostředí Vyšehrad. Ke sportovní tematice se autorstvím scénáře vrátil v hokejovém seriálu Lajna. Pro internetovou TV Stream napsal seriál Přijela pouť. V lednu roku 2019 uvedla Česká televize jeho sérii Most! v režii Jana Prušinovského.
Napsal scénář k celovečernímu filmu Padesátka debutujícího režiséra Vojtěcha Kotka a spolu s dalšími autory scénář k filmu Masaryk; tento scénář byl oceněn Českým lvem.
Podle vlastního scénáře zrežíroval filmovou komedii Přes prsty.
Za stranu Motoristé sobě kandidoval ve volbách do zastupitelstva Prahy v září 2022.
V minulosti byl ženatý s Gabrielou Kolečkovou, se kterou má dvě děti. Od roku 2019 je ve vztahu s modelkou Anetou Vignerovou, se kterou má syna Jiřího a s níž se v roce 2023 oženil. Jeho partnerkou byla v letech 2022–2023 herečka Denisa Nesvačilová.

## Scénář

### Filmy
- 2012 – Okresní přebor – Poslední zápas Pepika Hnátka
- 2014 – Zakázané uvolnění
- 2014 – Kdyby byly ryby
- 2015 – Správnej dres
- 2015 – Padesátka
- 2016 – Masaryk
- 2017 – Bajkeři
- 2019 – Přes prsty
- 2020 – Nový život: Šťastné a veselé
- 2021 – Vyšehrad: Seryjál
- 2021 – Zbožňovaný
- 2022 – Vyšehrad: Fylm
- 2022 – Superžena
- 2023 – Nagano – zrození hrdinů

### Seriály
- 2010 – Okresní přebor
- 2012 – Obchoďák
- 2013–2014 – Nevinné lži
- 2014 – Čtvrtá hvězda
- 2014–2015 – Vinaři
- 2014–2016 – Marta a Věra
- 2016–2017 – Vyšehrad
- 2017 – Trpaslík
- 2017–2023 – Lajna
- 2018–2019 – Pouť
- 2019 – Most!
- 2019 – Hrobári
- 2020 – Nový život
- 2020–2021 – sKORO NA mizině
- 2021–2023 – Osada
- 2021–2022 – Liga mužské moudrosti
- 2022 – Pálava